# Campionato mondiale per club FIVB 2010 (maschile)
Il Campionato del Mondo per club FIVB 2010 è stata la 6ª edizione del massimo torneo pallavolistico mondiale per club, organizzato come ogni edizione dalla FIVB. Come l'edizione precedente, la sede della manifestazione è stata la città di Doha, capitale del Qatar.
Il torneo è iniziato il 15 dicembre 2010 e si è concluso il 21 dicembre. Il titolo è stato vinto dalla Trentino Volley, che per la seconda volta consecutiva si è laureata Campione del Mondo per club e si è aggiudicata il premio di 250.000 $.

## Formato
Il formato di questa edizione del campionato mondiale per club è quello in vigore dall'edizione 2009. Esso prevede la suddivisione delle otto squadre partecipanti in due gironi, A e B; si qualificano per la fase successiva le prime due classificate di ogni girone, che si incroceranno in semifinale (la prima del girone A incontrerà la seconda del girone B, e il contrario). Il sistema di assegnazione dei punti ai fini della classifica dei gironi non si avvale del sistema "italiano" (in vigore in altre manifestazioni internazionali), quindi è prevista l'assegnazione di 2 punti per le vittorie ed 1 per le sconfitte, indipendentemente dal numero di set disputati.
Le squadre qualificatesi terze e quarte nel girone iniziale vengono eliminate, venendo tutte inserite nella classifica finale con il rango di quinte. Le vincitrici delle semifinali si contendono la vittoria finale, mentre le sconfitte si scontrano per la finale 3º-4º posto.
In questa edizione si è deciso di accantonare la Golden Formula, modalità di gioco nella quale il primo attacco di ogni squadra viene effettuato solo da seconda linea, utilizzata come sistema sperimentale nella scorsa edizione della manifestazione iridata.

## Squadre partecipanti
Oltre alle squadre vincitrici delle competizioni continentali e alla squadra ospitante, come da regolamento la FIVB ha concesso due wild card: esse sono state assegnate alla Dinamo Mosca (finalista della Champions League) e allo Skra Bełchatów (3º posto in Champions League). Il sorteggio per la definizione dei gironi della prima fase si è tenuto il 23 ottobre 2010.
| Gironi   | Squadra        | Nazione     | Titolo                                 |
| -------- | -------------- | ----------- | -------------------------------------- |
| Girone A | Paykan         | Iran        | Campione d'Asia                        |
| Girone A | Al-Ahly        | Egitto      | Campione d'Africa                      |
| Girone A | Al-Arabi       | Qatar       | Squadra ospitante                      |
| Girone A | Skra Bełchatów | Polonia     | wild card                              |
| Girone B | Trentino       | Italia      | Campione in carica e Campione d'Europa |
| Girone B | Bolívar        | Argentina   | Campione del Sudamerica                |
| Girone B | Paul Mitchell  | Stati Uniti | Rappr. del Nord e Centro America       |
| Girone B | Dinamo Mosca   | Russia      | wild card                              |

## Fase a gironi
Il sorteggio per la definizione dei gironi della prima fase si è tenuto il 23 ottobre 2010 al Grand Regency Hotel di Doha. La fase a gironi ha preso il via il 15 dicembre 2010, e si è conclusa il 19 dicembre. Il 18 dicembre le gare sono state sospese a causa della festa nazionale del Qatar.

### Girone A
Risultati
| Data     | Incontri       | Incontri | Incontri | 1° Set | 2° Set | 3° Set | 4° Set | 5° Set |
| -------- | -------------- | -------- | -------- | ------ | ------ | ------ | ------ | ------ |
| 15-12-10 | Al-Ahly        | 1 - 3    | Al-Arabi | 17-25  | 27-25  | 17-25  | 20-25  |        |
| 16-12-10 | Skra Bełchatów | 3 - 2    | Paykan   | 24-26  | 25-21  | 25-22  | 20-25  | 15-12  |
| 17-12-10 | Al-Ahly        | 0 - 3    | Paykan   | 20-25  | 19-25  | 19-25  |        |        |
| 17-12-10 | Skra Bełchatów | 3 - 0    | Al-Arabi | 25-22  | 25-22  | 25-15  |        |        |
| 19-12-10 | Skra Bełchatów | 3 - 0    | Al-Ahly  | 25-13  | 25-10  | 25-22  |        |        |
| 19-12-10 | Paykan         | 3 - 1    | Al-Arabi | 25-15  | 25-22  | 25-27  | 25-16  |        |

Classifica
| Pos | Squadre        | Punti | Partite | Partite | Partite | Set   | Set   | Ratio | Punti | Punti  | Ratio |
| Pos | Squadre        | Punti | Giocate | Vinte   | Perse   | Vinti | Persi | Ratio | Fatti | Subiti | Ratio |
| --- | -------------- | ----- | ------- | ------- | ------- | ----- | ----- | ----- | ----- | ------ | ----- |
| 1   | Skra Bełchatów | 6     | 3       | 3       | 0       | 9     | 2     | 4.500 | 259   | 210    | 1.233 |
| 2   | Paykan         | 5     | 3       | 2       | 1       | 8     | 4     | 2.000 | 281   | 247    | 1.138 |
| 3   | Al-Arabi       | 4     | 3       | 1       | 2       | 4     | 7     | 0.571 | 239   | 256    | 0.934 |
| 4   | Al-Ahly        | 3     | 3       | 0       | 3       | 1     | 9     | 0.111 | 184   | 250    | 0.736 |

### Girone B
Risultati
| Data     | Incontri      | Incontri | Incontri      | 1° Set | 2° Set | 3° Set | 4° Set | 5° Set |
| -------- | ------------- | -------- | ------------- | ------ | ------ | ------ | ------ | ------ |
| 15-12-10 | Paul Mitchell | 1 - 3    | Bolívar       | 25-23  | 25-27  | 19-25  | 21-25  |        |
| 16-12-10 | Trentino      | 3 - 0    | Dinamo Mosca  | 25-21  | 25-23  | 27-25  |        |        |
| 17-12-10 | Dinamo Mosca  | 3 - 0    | Paul Mitchell | 25-16  | 25-14  | 25-23  |        |        |
| 17-12-10 | Trentino      | 3 - 1    | Bolívar       | 25-16  | 25-15  | 23-25  | 25-22  |        |
| 19-12-10 | Dinamo Mosca  | 1 - 3    | Bolívar       | 22-25  | 22-25  | 25-21  | 19-25  |        |
| 19-12-10 | Trentino      | 3 - 0    | Paul Mitchell | 25-22  | 25-19  | 25-22  |        |        |

Classifica
| Pos | Squadre       | Punti | Partite | Partite | Partite | Set   | Set   | Ratio | Punti | Punti  | Ratio |
| Pos | Squadre       | Punti | Giocate | Vinte   | Perse   | Vinti | Persi | Ratio | Fatti | Subiti | Ratio |
| --- | ------------- | ----- | ------- | ------- | ------- | ----- | ----- | ----- | ----- | ------ | ----- |
| 1   | Trentino      | 6     | 3       | 3       | 0       | 9     | 1     | 9.000 | 250   | 208    | 1.201 |
| 2   | Bolívar       | 5     | 3       | 2       | 1       | 7     | 5     | 1.400 | 274   | 276    | 0.992 |
| 3   | Dinamo Mosca  | 4     | 3       | 1       | 2       | 4     | 6     | 0.666 | 232   | 226    | 1.026 |
| 4   | Paul Mitchell | 3     | 3       | 0       | 3       | 1     | 9     | 0.111 | 204   | 250    | 0.816 |

## Fase finale
|  | Semifinali     | Semifinali     | Semifinali |          |                | Finale             | Finale             | Finale             |  |
|  |                |                |            |          |                |                    |                    |                    |  |
|  | Skra Bełchatów | Skra Bełchatów | 3          |          |                |                    |                    |                    |  |
|  | Skra Bełchatów | Skra Bełchatów | 3          |          |                |                    |                    |                    |  |
|  | Bolívar        | Bolívar        | 0          |          |                |                    |                    |                    |  |
|  | Bolívar        | Bolívar        | 0          |          | Skra Bełchatów | Skra Bełchatów     | 1                  |                    |  |
|  |                |                |            |          | Skra Bełchatów | Skra Bełchatów     | 1                  |                    |  |
|  |                |                | Trentino   | Trentino | 3              |                    |                    |                    |  |
|  | Trentino       | Trentino       | Trentino   | Trentino | 3              | 3                  |                    |                    |  |
|  | Trentino       | Trentino       |            |          |                | 3                  |                    |                    |  |
|  | Paykan         | Paykan         | 0          |          |                | Finale 3º/4º posto | Finale 3º/4º posto | Finale 3º/4º posto |  |
|  | Paykan         | Paykan         | 0          |          |                |                    |                    |                    |  |
|  |                |                |            |          |                |                    |                    |                    |  |
|  |                |                |            |          |                | Bolívar            | Bolívar            | 2                  |  |
|  |                |                |            |          |                | Bolívar            | Bolívar            | 2                  |  |
|  |                |                |            |          |                | Paykan             | Paykan             | 3                  |  |

### Semifinali
| Data     | Incontri       | Incontri | Incontri | 1° Set | 2° Set | 3° Set | 4° Set | 5° Set |
| -------- | -------------- | -------- | -------- | ------ | ------ | ------ | ------ | ------ |
| 20-12-10 | Skra Bełchatów | 3 - 0    | Bolívar  | 27-25  | 25-18  | 25-14  |        |        |
| 20-12-10 | Trentino       | 3 - 0    | Paykan   | 25-23  | 25-19  | 25-17  |        |        |

### Finali
| Data     | Incontri       | Incontri | Incontri | 1° Set | 2° Set | 3° Set | 4° Set | 5° Set |
| -------- | -------------- | -------- | -------- | ------ | ------ | ------ | ------ | ------ |
| 21-12-10 | Bolívar        | 2 - 3    | Paykan   | 25-23  | 25-23  | 23-25  | 20-25  | 13-15  |
| 21-12-10 | Skra Bełchatów | 1 - 3    | Trentino | 22-25  | 19-25  | 25-20  | 16-25  |        |

## Classifica finale
| Pos | Squadra        | Nazione     | Confederazione | Premio    |
| --- | -------------- | ----------- | -------------- | --------- |
| 1   | Trentino       | Italia      | CEV            | 250.000 $ |
| 2   | Skra Bełchatów | Polonia     | CEV            | 170.000 $ |
| 3   | Paykan         | Iran        | AVC            | 120.000 $ |
| 4   | Bolívar        | Argentina   | CSV            | 90.000 $  |
| 5   | Dinamo Mosca   | Russia      | CEV            | 30.000 $  |
| 5   | Al-Arabi       | Qatar       | AVC            | 30.000 $  |
| 5   | Paul Mitchell  | Stati Uniti | NORCECA        | 30.000 $  |
| 5   | Al-Ahly        | Egitto      | CAVB           | 30.000 $  |

## Premi individuali
| Premio                | Giocatore               | Squadra        |
| --------------------- | ----------------------- | -------------- |
| MVP                   | Osmany Juantorena       | Trentino       |
| Miglior realizzatore  | Federico Pereyra        | Bolívar        |
| Miglior schiacciatore | Osmany Juantorena       | Trentino       |
| Miglior muro          | Mohammed Mousavi Eraghi | Paykan         |
| Miglior servizio      | Luciano De Cecco        | Bolívar        |
| Miglior libero        | Paweł Zatorski          | Skra Bełchatów |
| Miglior palleggiatore | Raphael de Oliveira     | Trentino       |